# Antoinette (magazine)
Pour les articles homonymes, voir Antoinette.
Antoinette est un magazine de la CGT destiné à un lectorat féminin. Créé en 1955, de périodicité mensuelle, il cesse de paraître en 1989.

## Une histoire unique dans la presse féminine

### Du mensuel syndical féminin
Le nom du magazine féminin de la Cgt est inséparable de celle qui en fut la fondatrice et directrice durant 20 ans, Madeleine Colin. Militante syndicale aux PTT, issue d'une profession où les grandes concentrations de personnels féminins ont appelé très tôt, les syndicalistes qui en émergeaient à s'emparer des revendications égalitaires en matière de rémunérations et de carrières, et spécifiques en matière sociale, elle accède en 1955 au Bureau confédéral de la CGT. 

La revue des travailleuses, juin 1952

À la suite de publication d'une première revue syndicale, La revue des travailleuses, s'adressant aux femmes salariées, créée en 1952, elle est chargée au sein de la direction de la CGT d'animer un secteur "femmes" et crée la revue mensuelle syndicale et féminine Antoinette. Gisèle Joannès prend aussi part à sa creation en 1955. 
Antoinette est, pendant 34 ans, le support syndical majeur qui accompagne les femmes syndicalistes dans des luttes, dont le point d'orgue est le Mai 68 français. 

### Au mensuel syndical féministe
Mais, dès le milieu des années 1970, son contenu, son originalité, font objet de débats au sein de la Centrale syndicale, au point de devenir l'« affaire Antoinette » :  
- Le premier débat concerne le rôle dévolu à ce mensuel syndical. Créé en un temps où, par son apport spécifique de magazine syndical féminin, il est un moyen d'organiser les luttes des femmes au sein d'un salariat où les responsables syndicaux sont essentiellement des hommes, il permet d'avancer des revendications propres aux salariées femmes. Venant en appui de commissions féminines, l'organe syndical est naturellement l'objet qui permet la structuration d'équipes de diffusion et l'émergence de militantes. Après Mai 1968, ce syndicalisme décliné au féminin doit tenir compte des évolutions sociétales qui amènent au premier plan les revendications  féministes.
  -     - À cette première problématique, que les militantes syndicales de la Confédération générale du travail, résolvent vaille que vaille, tentant la synthèse des revendications, en tant que salariées et en tant que femmes, le débat politique en ajoute une seconde, en faisant interférer au niveau syndical les luttes d'influence politique au sein de la gauche, et au sein des différentes composantes de celle-ci. Madeleine Colin et la responsable qui lui succède en 1975, Christiane Gilles, sont suspectées de complaisance avec les courants unitaires, qui, au sein de la gauche, récusent les invectives et les manœuvres politiciennes. Des conflits surgissent entre l'équipe rédactionnelle du magazine et ceux (ou celles) qui veulent en être les tuteurs, à la direction de la CGT. Le magazine est boycotté par certains syndicats, alors qu'un conflit du travail se superpose au conflit idéologique. En 1982, toute l'équipe est lienciée, et la rédaction du journal est reprise par une équipe plus en phase avec les attentes de la CGT, faisant du journal « un bulletin mensuel asexué, sans personnalité, pâle annexe de La Vie ouvrière » selon les mots de Madeleine Colin[6].

Le magazine survit après 1981-1982, avec de nouvelles équipes, mais la conjoncture générale lamine le lectorat existant et potentiel. Faute de lectrices, et sans doute d'une volonté de maintenir un moyen d'expression "particulier", le choix est fait de cesser la parution d'Antoinette, en 1989.

### Mémoires plurielles
À l'automne 2023, au Creusot, une exposition « Antoinette 50 ans plus tard » est organisée par l'Union des syndicats CGT de Saône-et-Loire, qui réactive l'histoire de ce magazine, et confronte celle-ci « aux enjeux d'aujourd'hui concernant l'égalité femmes-hommes ».
L'histoire du journal et les conditions de sa disparition , suscitent des débats, encore ouverts, parmi les historiennes du féminisme, dont certaines contestent ou relativisent le rôle du magazine dans ce domaine.